# Lanchester (motoryzacja)
Lanchester – jedno z najstarszych brytyjskich przedsiębiorstw zajmujących się produkcją samochodów. Zostało założone w 1895 roku, gdy Lanchester - jak się uważa - zbudował pierwszy samochód osobowy na wyspach brytyjskich. Mimo zakończenia produkcji aut w 1956 roku prawa do marki nie wygasły i przynależą do koncernu Tata Motors. Znane było z produkcji luksusowych modeli aut osobowych. Okresowo budowano także pojazdy wojskowe.
W 1931 roku zostało przejęte przez BSA i złączone z zakładami Daimler Motor Company. Wraz z Daimlerem zostały przejęte przez Jaguara w 1960 roku. W czasie przekształceń własnościowych, które dotknęły brytyjski przemysł motoryzacyjny w drugiej połowie XX wieku marka przeszła na własność koncernu Forda, a w XXI wieku wraz z Jaguarem i Daimlerem do koncernu Tata Motors.

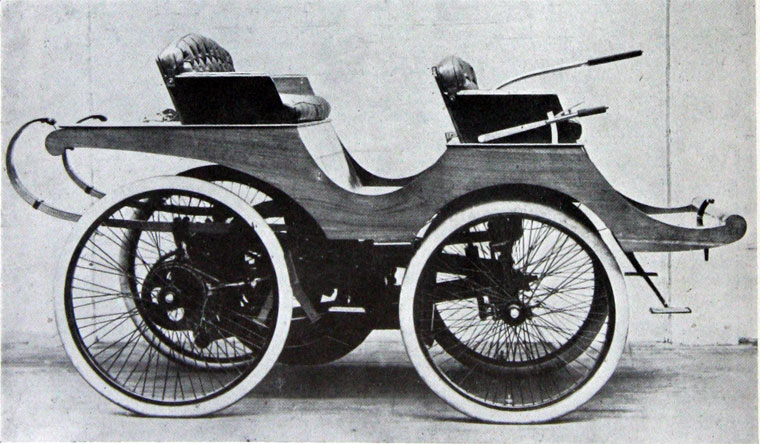
Model 1895
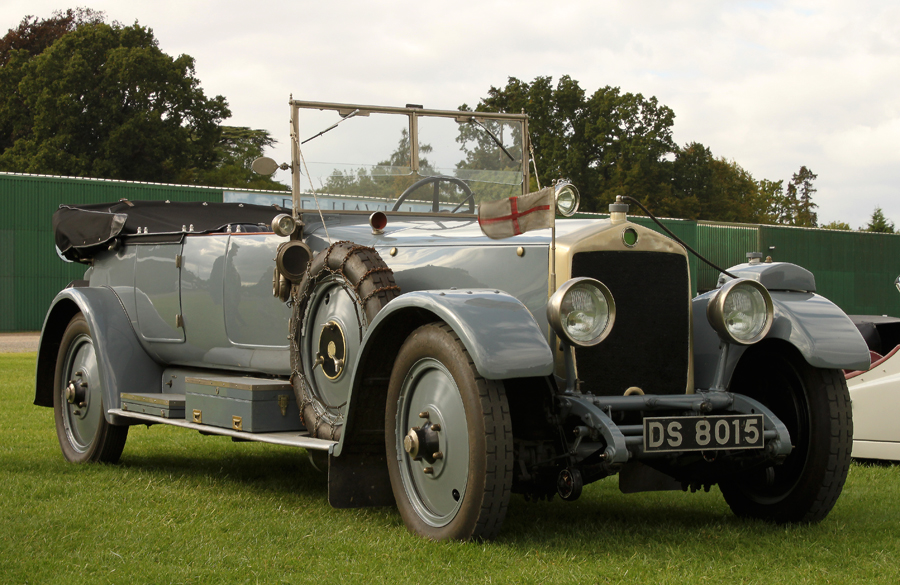
Model 1914
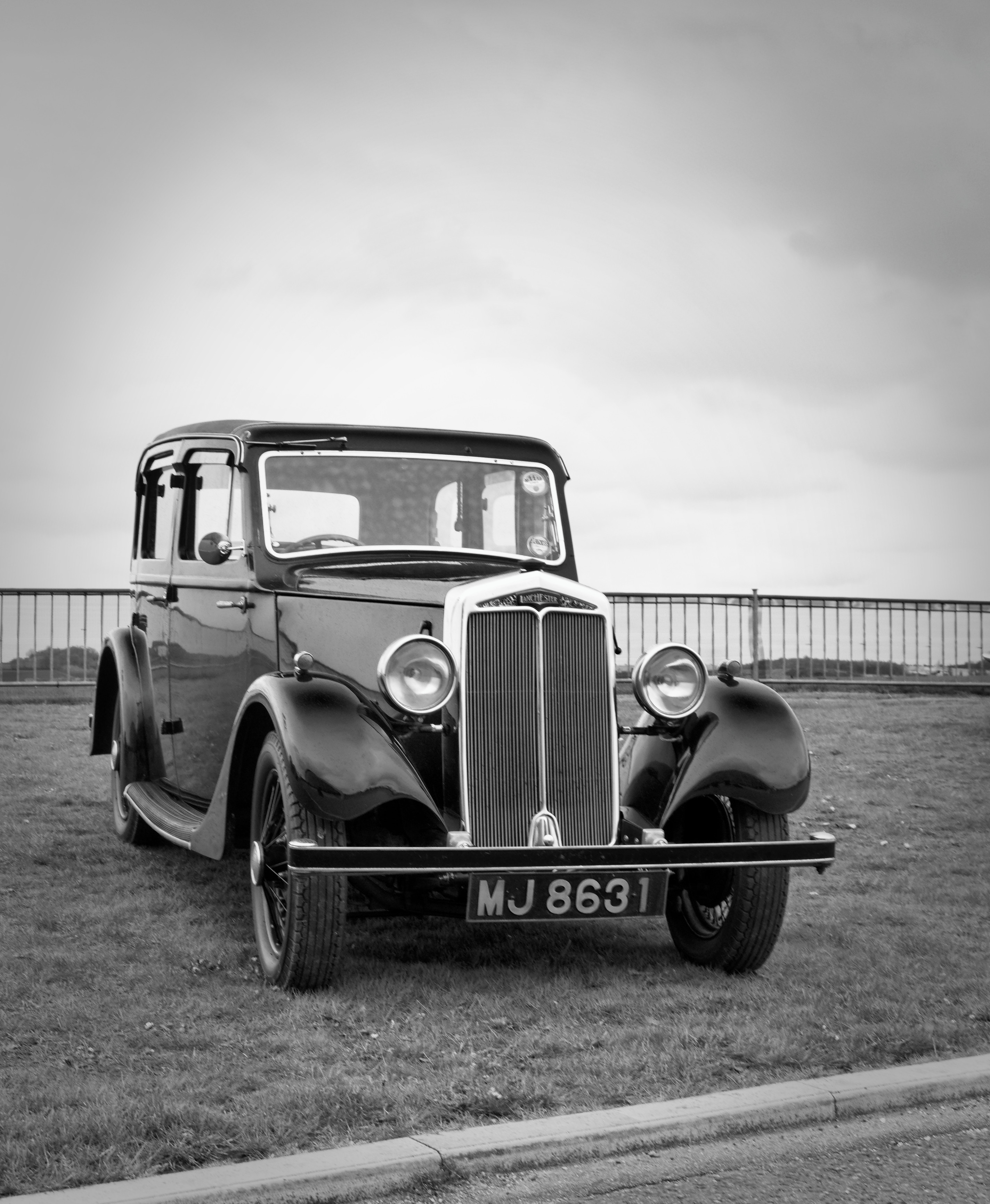
Model 1935